# Polônia nos Jogos Olímpicos de Verão de 1936
A  Polônia competiu nos Jogos Olímpicos de Verão de 1936, em Berlim, na Alemanha.